# Cheryl Benard
Cheryl Benard (ur. w 1953 w Nowym Orleanie) – amerykańska pisarka pochodzenia austiackiego, socjolożka zajmująca się tematyką radykalizacji islamskiej oraz feminizmu.
Kieruje międzynarodową organizacją kulturalną Alliance for the Restoration of Cultural Heritage (ARCH), która zajmuje się ochroną materialnych i niematerialnych dóbr kultury na obszarach kryzysowych oraz jest konsultantką w RAND Corporation. Wraz z Edit Schlaffer kierowała Centrum Badawczym im. Ludwiga Boltzmanna ds. Polityki i Stosunków Interpersonalnych w Wiedniu od 1992 r. do jego zamknięcia w 2005 r.
Postuluje wspieranie islamskich reformatorów i ruchów opowiadających się za sekularyzacją społeczeństw islamskich oraz krytycznie odnosi się do poglądów i programów radykalnych islamistów.
Prywatnie jest żoną Zalmaya Khalilzada, byłego ambasadora USA w Afganistanie, Iraku i Organizacji Narodów Zjednoczonych.

## Publikacje
Literatura faktu
- The Government of God: Iran's Islamic Republic (1984) (razem z Zalmayem Khalilzadem) ISBN 0-231-05376-2
- Turning on the Girls (2002) ISBN 0-7434-4291-1
- Einsame Cowboys. Jungen in der Pubertät (2002) ISBN 3-423-36295-2
- Veiled Courage: Inside the Afghan Women's Resistance (2002) ISBN 0-7679-1301-9
- Civil Democratic Islam: Partners, Resources, and Strategies (2004) ISBN 0-8330-3438-3
- Eurojihad, Patterns of Islamist Radicalization and Terrorism in Europe," (mit Angel Rabasa) (2014) ISBN 978-1-107-43720-3

Powieści
- Moghul Buffet (1998) ISBN 978-0-374-21179-0
- Murder in Peshawar (2000) ISBN 978-0-14-029648-8
- The Prophet's Daughter

### Przy współpracy z Edit Schlaffer
- Die ganz gewöhnliche Gewalt in der Ehe. Texte zu einer Soziologie von Macht und Liebe. Reinbek k. Hamburga, 1978: Rowohlt
- Der Mann auf der Straße. Über das merkwürdige Verhalten von Männern in ganz alltäglichen Situationen. Reinbek k. Hamburga, 1980: Rowohlt
- Notizen über Besuche auf dem Land. Ein grauer Blick ins Grüne. Reinbek k. Hamburga, 1981: Rowohlt
- Die Grenzen des Geschlechts. Anleitung zum Sturz des Internationalen Patriarchats. Reinbek k. Hamburga, 1984: Rowohlt
- Liebesgeschichten aus dem Patriarchat. Von der übermäßigen Bereitschaft der Frauen, sich mit dem Vorhandenen zu arrangieren. Reinbek k. Hamburga, 1984: Rowohlt
- Viel erlebt und nichts begriffen. Die Männer und die Frauenbewegung. Reinbek k. Hamburga, 1985: Rowohlt
- Im Dschungel der Gefühle. Expeditionen in die Niederungen der Leidenschaft. Reinbek k. Hamburga, 1987: Rowohlt
- Rückwärts und auf Stöckelschuhen... können Frauen so viel wie Männer. Köln 1989: Kiepenheuer & Witsch
- Laßt endlich die Männer in Ruhe.oder Wie man sie weniger und sich selbst mehr liebt. Reinbek k. Hamburga, 1990: Rowohlt
- Sag uns, wo die Väter sind. Von der Arbeitssucht und Fahnenflucht des zweiten Elternteils Reinbek k. Hamburga, 1991: Rowohlt
- Ohne uns seid ihr nichts. Was Frauen für Männer bedeuten. Monachium, 1992: Heyne
- Mütter machen Männer. Wie Söhne erwachsen werden. Monachium, 1994: Heyne
- Grenzenlos weiblich. Das schwache Geschlecht: stark im kommen. Monachium, 1995: Heyne
- Das Kind, das seinen Vater mit einem Samstag verwechselte. Monachium, 1996: Heyne
- Wie aus Mädchen tolle Frauen werden. Selbstbewußtsein jenseits aller Klischees (1997) ISBN 3-453-17264-7